# Jayna Hefford
Jayna Hefford   (Trenton, 14 de maig de 1977) és una jugadora professional d'hoquei sobre gel canadenca, ja retirada, guanyadora de cinc medalles olímpiques.

## Carrera esportiva
Membre de l'equip Brampton Thunder, va participar en els Jocs Olímpics d'Hivern de 1998 realitzats a Nagano (Japó), on aconseguí guanyar la medalla de plata. En els Jocs Olímpics d'Hivern de 2002 realitzats a Salt Lake City (Estats Units) aconseguí guanyar la medalla d'or, metall que repetiria en els Jocs Olímpics d'Hivern de 2006 realitzats a Torí (Itàlia), en els Jocs Olímpics d'Hivern de 2010 realitzats a Vancouver (Canadà), i en els Jocs Olímpics d'Hivern de 2014 realitzats a Sotxi (Rússia).
Al llarg de la seva carrera ha guanyat nou medalles en el Campionat del Món d'hoquei sobre gel femení, destacant sis medalles d'or.